# Call Me (Nav e Metro Boomin)
Call Me è un singolo del rapper canadese Nav e del produttore discografico Metro Boomin pubblicato il 14 luglio 2017 tramite XO e Republic Records.

## Video musicale
Il video musicale, della durata di 3:37, è stato pubblicato sul canale VEVO di Nav. È stato girato al Magic City Club ad Atlanta e diretto da RJ Sanchez. A giugno 2019 ha superato 50 milioni di visualizzazioni.

## Tracce
Testi e musiche di Navraj Goraya, Leland Wayne, Amir Esmailian.
1. Call Me – 3:35

## Classifiche
| Classifica (2017)         | Posizione massima |
| ------------------------- | ----------------- |
| Canada                    | 65                |
| Stati Uniti               | 125               |
| Stati Uniti (R&B/Hip-Hop) | 53                |